# Musée Bouchard
Le musée Bouchard était situé 25, rue de l'Yvette dans le 16e arrondissement de Paris dans l'ancien atelier du sculpteur Henri Bouchard.

## Histoire
Henri Bouchard fait construire cet atelier en 1924 à Auteuil, près de Paris.
Musée de France, au sens de la loi no 2002-5 du 4 janvier 2002, l'atelier du sculpteur a été ouvert au public de 1962 à 2007.
En décembre 2006 est décidé par décret le transfert de l'atelier du sculpteur, préservé dans le 16e arrondissement de Paris depuis sa mort ainsi que 1 300 de ses œuvres, au musée de la Piscine à Roubaix ou l'atelier du sculpteur y sera remonté à l'identique et sera accessible au public en 2015.
Le musée Bouchard a définitivement fermé en mars 2007.
Un panneau Histoire de Paris est situé devant le bâtiment.
L'atelier du musée Bouchard a été reconstitué à La Piscine de Roubaix en 2018.

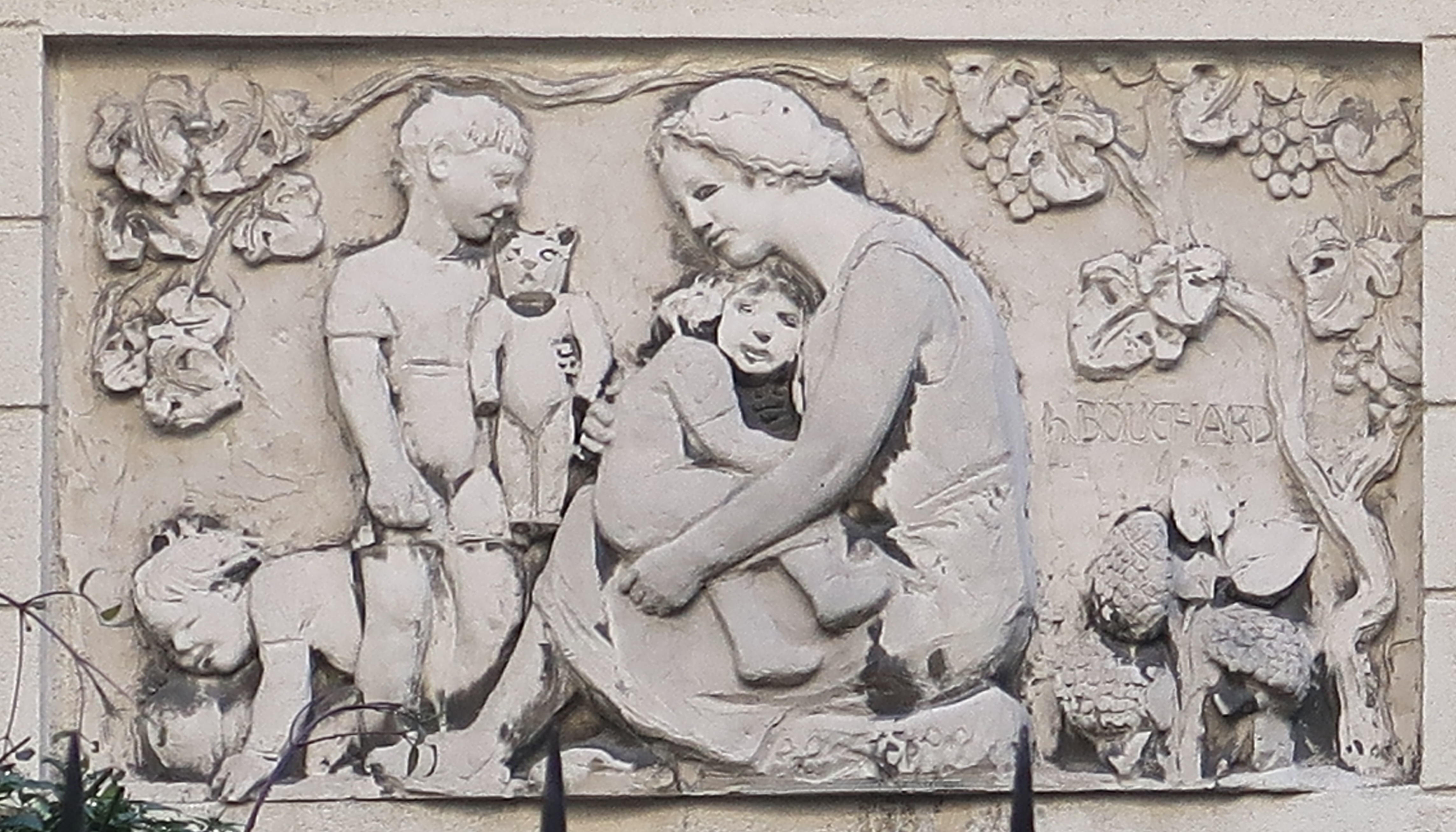
Relief sur la façade.